# Benjamin Davis Wilson
Benjamin Davis Wilson (1 de diciembre de 1811 - 11 de marzo de 1878) fue un político, trampero y comerciante de pieles estadounidense, conocido por los nativos americanos como "Don Benito" debido a la manera benévola en la que llevaba sus asuntos.  
Contrajo matrimonio con Ramona Yorba, hija de Bernardo Yorba, un terrateniente rico y prominente. Juntos compraron parte del Rancho Jurupa, que más adelante se convertiría en el condado de Riverside. Wilson fue nombrado Juez de Paz para el Territorio Interior y se le encomendaron los asuntos de los nativos americanos. Estuvo encargado de lidiar con la tribu hostil Ute en relación con un robo de ganado y otros crímenes contra los ganaderos. Con su segunda esposa, Margaret Hereford, tuvo una hija a la que llamaron Ruth, cuyo hijo George S. Patton sería comandante de las fuerzas estadounidenses y aliadas durante la Segunda Guerra Mundial. 
Wilson fue el primer propietario no hispano del Rancho San Pascual, que abarcaba las actuales ciudades de Pasadena, Altadena, South Pasadena, Alhambra, San Marino y San Gabriel. Durante el período 1851-1852 fue el segundo alcalde electo de Los Ángeles durante el período 1851-1852,  además de haber sido supervisor del condado de Los Ángeles por 3 términos (1853, 1861, 1862-64 ). Sirvió como senador del estado de California por tres periodos. 

## La vida en California

### Rancho Jurupa
Wilson llegó a California de la mano del Partido Workman-Rowland en 1841, con el fin de obtener un pasaje a China. 
En 1842, le compró una porción importante del Rancho Jurupa, que luego se llamaría Rancho Rubidoux, a Juan Bandini. Como este abarcaba la mayor parte de la actual Rubidoux, California, así como una parte importante del centro de Riverside, Wilson se convirtió en el primer colono permanente en el área de Riverside. En 1844 contrajo matrimonio con su primera esposa, Ramona Yorba, cuyo padre fue Bernardo Yorba, un destacado terrateniente español (mexicano) propietario del Rancho Cañón de Santa Ana. 
Wilson tuvo una buena reputación y a menudo se le pidió que ayudara con los asuntos de los nativos americanos,  lo que aceptó al convertirse en juez de paz del territorio interior. 

### Big Bear Lake
En 1845 se le pidió que persiguiera a una banda de merodeadores nativos liderados por un neófito escapado de la Misión de San Gabriel, quién robó caballos de los ganaderos locales. Los indios condujeron los caballos hasta el alto desierto cerca de Lucerna. En su búsqueda, Wilson envió a 22 hombres a través del Cajon Pass y condujo a otros 22 a las profundidades de las montañas de San Bernardino. Según Trafzer, el residente Serrano dejó que Wilson pasara por su territorio en busca de los asaltantes.  Luego de la persecución, envió a sus 22 hombres en parejas a cazar osos, los cuáles llegaron a reunir una cantidad de 11 pieles, reuniendo 11 más en su viaje de regreso a Jurupa. Llamó al lugar Big Bear Lake . El lago hoy se conoce como Baldwin Lake, después de Elias J. "Lucky" Baldwin, mientras que el nombre Big Bear Lake se volvió a aplicar a un embalse construido cerca en 1884 . 

### Actividades políticas
En 1850, fue elegido como miembro del Consejo Común de Los Ángeles y un año después se convirtió en el segundo alcalde electo de Los Ángeles después de que California se convirtiera en Estado. También se desempeñó como supervisor del condado de Los Ángeles ( 1853, 1861-64 ) y fue elegido para tres mandatos en el Senado del estado de California .

### Rancho San Pascual
En 1854 se estableció en Lake Vineyard, cerca de la actual San Gabriel, California, donde tenía su propio rancho y una bodega. Tomó posesión del Rancho San Pascual contiguo (actual Pasadena ) a través de una serie de complicados acuerdos de tierras, que comenzaron con su préstamo de dinero al propietario del Rancho, Manuel Garfias, en 1859. En 1863, junto con el Dr. John Strother Griffin, que también había prestado dinero a Garfias, y con quien Wilson realizó muchos negocios, incluidos ferrocarriles, exploración de petróleo, bienes raíces, agricultura y ganadería, compraron la propiedad del rancho por completo, y desvió el agua del Arroyo Seco hasta la mesa seca a través de un acueducto llamado "Wilson Ditch". 
En 1864 dirigió la primera expedición a un alto pico de las montañas de San Gabriel que se llamaría Mount Wilson. Buscaba cosechar madera allí para la fabricación de depósitos de vino, pero la encontró inadecuada. En cambio, el sendero Wilson se convirtió en una popular caminata de uno o dos días a la cresta de las montañas de San Gabriel por los residentes locales en los años venideros. 

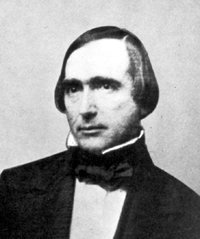
Wilson alrededor de 1850

En 1873, subdividió sus tierras con Griffin ( este último obtuvo casi 2/3 de la propiedad, pero Wilson retuvo algunas tierras mejores (al este de la actual Avenida Fair Oaks ), cerca de su propiedad en Lake Vineyard. Griffin vendió 2,500 acres (10   km²) de esta propiedad a la "Colonia de Indiana ", representada por Daniel M. Berry. En 1876, después de que la Colonia vendiera la mayor parte las tierras que le habían sido asignadas y hubiera establecido lo que se convertiría en la Ciudad de Pasadena, Wilson subdividió el terreno y comenzó a desarrollar las propiedades adyacentes, que se convertirían en el lado este del nuevo asentamiento.

## Legado
Wilson vivió sus últimos días en lo que actualmente es San Gabriel. Cedió varias hectáreas de esta propiedad a su yerno James de Barth Shorb. Cuando su primera esposa de Wilson murió en 1849, se casó con la viuda Margaret Hereford con quien tuvo cuatro hijos. Ruth, una de sus hijas con su segunda mujer, se casaría con George Patton, Sr. y tendría un hijo que se convertiría en el general George S. Patton. Los Patton comprarían Lake Vineyard.  
Falleció en el rancho en 1878 y fue enterrado en el cementerio de San Gabriel. La última de sus propiedades en el área del centro de Pasadena fue legada al Central School en South Fair Oaks Avenue. 
Mount Wilson, un centro de metromedia (torres de transmisión de radio y televisión) para el área metropolitana de Los Ángeles, es el monumento más famoso que honra a Benjamin Wilson. También lleva su nombre la Wilson Avenue en Pasadena y el Don Benito School del Distrito Escolar Unificado de Pasadena . 